# Araguás del Solano
Araguás del Solano (aragonesisch Araguás d'o Solano) ist ein spanischer Ort in den Pyrenäen in der Provinz Huesca der Autonomen Gemeinschaft Aragonien. Der Ort, der auf 945 Meter Höhe liegt, gehört zur Gemeinde Jaca. Araguás del Solano zählte 33 Einwohner im Jahr 2015.

## Einwohnerentwicklung
1842 = 87
1857 = 274
1860 = 300
1877 = 255
1887 = 265
1897 = 231
1900 = 253
1910 = 223
1920 = 207
1930 = 181
1940 = 212
2015 = 33

## Sehenswürdigkeiten
- Renaissance-Kirche San Policarpo